# Georg Renatus Solta
Georg Renatus Solta (* 18. April 1915 in Wien; † 2. Mai 2005 ebenda) war ein österreichischer Sprachwissenschaftler, Indogermanist und Universitätsprofessor.

## Leben
Der in Wien geborene Georg Renatus Solta verbrachte seine gesamte Schulzeit in Linz. Am 13. Juni 1934 legte er dort am humanistischen Gymnasium die Reifeprüfung mit Auszeichnung ab. Im Herbst 1934 begann er sein Studium an der Philosophischen Fakultät der Universität Wien. Neben der Vergleichenden indogermanischen Sprachwissenschaft studierte er auch Klassische Philologie und Romanistik. Er begann am 1. Juli 1938, noch vor seiner Promotion, seine universitäre Laufbahn als Bibliothekar des Instituts für Indogermanistik. Ab 1. Juli 1940 wechselte er in die Funktion eines Assistenten.
Für seinen weiteren Werdegang waren die Professoren Paul Kretschmer, Wilhelm Havers und Albin Lesky von großer Bedeutung. Das Thema seiner Dissertation lautete „Altitalische Ortsnamenstudien“. Am 20. Juli 1939 wurde er zum Doktor der Philosophie promoviert. Nach Soltas eigenen Angaben war sein jüdischer Lehrer Norbert Jokl, der im Juni 1942 ermordet wurde, sein wichtigstes Vorbild. Jokl war einer der Begründer der Albanistik.
Nach einer krankheitsbedingten Unterbrechung konnte Solta seine Laufbahn ab 1949 als wissenschaftliche Hilfskraft fortsetzen. Daran änderte auch seine Habilitation im Jahre 1953 (zur Stellung des Armenischen innerhalb der indogermanischen Sprachen) zunächst nichts. Erst 1955 wurde er wieder Assistent am Indogermanischen Institut, 1967 wurde er zum außerordentlichen Professor, 1973 zum ordentlichen Professor für Indogermanische Sprachwissenschaft ernannt.
1984 wurde er zum korrespondierenden Mitglied der philosophisch-historischen Klasse der Österreichischen Akademie der Wissenschaften gewählt. Solta, dessen Wesen laut übereinstimmenden Aussagen seiner Kollegen und Schüler von höchster persönlicher Bescheidenheit und Integrität geprägt war, starb am 2. Mai 2005.

## Werke von Georg Solta
- 1939, Altitalische Ortsnamenstudien, Wien (Dissertation)
- 1953, Zur Stellung des Armenischen innerhalb der indogermanischen Sprachen, Wien (Habilitation)
- 1960, Die Stellung des Armenischen im Kreise der Indogermanischen Sprachen, Wien
- 1965, Palatalisierung und Labialisierung, IF 70, 276–315.
- 1974, Zur Stellung der lateinischen Sprache, ISBN 3-7001-0042-6.
- 1980, Einführung in die Balkanlinguistik mit besonderer Berücksichtigung des Substrats und des Balkanlateinischen, ISBN 3-534-07625-7.
- 1997, mit G. Deeters and V. Inglisian: Armenisch und Kaukasische Sprachen, ISBN 90-04-00862-4.